# Dani Barboza
Danielle Barboza Duarte Silva (Rio de Janeiro, 13 de agosto de 1982) é uma jogadora de futebol de areia brasileira.

## Biografia e carreira
Barboza é natural da cidade do Rio de Janeiro. Começou a jogar futebol com os meninos na rua aos 10 anos de idade. Iniciou no profissional com 15 anos ainda no futebol feminino onde teve oportunidade de jogar ao lado de Marta e Pretinha.
Ela foi cinco vezes campeã Brasileira defendendo o clube. Além do futebol feminino e do futebol de areia, a atleta também passou pelo futsal e pelo futebol 7. Em 2022, Barboza integrou o time do Vasco tanto no futebol de areia quanto no futsal.
Em 2023, ela integrou a Seleção Brasileira que disputou a Neom Beach Soccer Cup, na Arábia Saudita, e foi vice-campeã da competição. A equipe perdeu a final para a Espanha por 5 a 3, sendo que Barboza marcou um dos gols do Brasil.